# A magyar jégkorong-válogatott mérkőzései 1997-ben
A magyar jégkorong-válogatott 1997-ben egyetlen nemzetközi tornán, a C. csoportos világbajnokságon vett részt.  Az Észtországban megrendezett eseményen a magyar csapat a 6. helyen végzett.

## Eredmények
Barátságos mérkőzés
| 533. mérkőzés 1997. március 16. | Szlovénia       | 5 – 4 | Magyarország | Jesenice |
| 533. mérkőzés 1997. március 16. | (1:2, 1:2, 3:0) |       |              | Jesenice |

Világbajnokság C. csoport
| 534. mérkőzés 1997. március 22. | Magyarország    | 5 – 5 | Észtország | Tallinn |
| 534. mérkőzés 1997. március 22. | (3:1, 0:0, 2:4) |       |            | Tallinn |

Világbajnokság C. csoport
| 535. mérkőzés 1997. március 23. | Magyarország    | 5 – 0 | Litvánia | Tallinn |
| 535. mérkőzés 1997. március 23. | (1:0, 3:0, 1:0) |       |          | Tallinn |

Világbajnokság C. csoport
| 536. mérkőzés 1997. március 25. | Magyarország    | 1 – 6 | Japán | Tallinn |
| 536. mérkőzés 1997. március 25. | (1:2, 0:2, 0:2) |       |       | Tallinn |

Világbajnokság C. csoport
| 537. mérkőzés 1997. március 27. | Magyarország    | 7 – 3 | Kína | Kohtla-Järve |
| 537. mérkőzés 1997. március 27. | (2:0, 3:1, 2:2) |       |      | Kohtla-Järve |

Világbajnokság C. csoport
| 538. mérkőzés 1997. március 28. | Magyarország    | 0 – 2 | Románia | Kohtla-Järve |
| 538. mérkőzés 1997. március 28. | (0:1, 0:1, 0:0) |       |         | Kohtla-Järve |

## Külső hivatkozások
- A Magyar Jégkorong Szövetség hivatalos honlapja